# Universidad de Palermo (Argentina)
La Universidad de Palermo (UP) es una universidad privada argentina. Ofrece carreras de grado, posgrado y capacitación ejecutiva en modalidad online, presencial y combinada que se distribuyen en las siguientes áreas académicas: Diseño y Comunicación, Ingeniería, Negocios, Ciencias Sociales, Derecho, Arquitectura, Psicología y Periodismo. Cuenta con 10 sedes ubicadas en Buenos Aires, Argentina.: 

## Facultades y carreras
La Universidad ofrece carreras en modalidad online, presencial y combinada:

### Facultad de Negocios
- Licenciatura en Administración
- Licenciatura en Marketing
- Ciencias del Comportamiento
- Licenciatura en Management: Negocios Digitales
- Licenciatura en Management de la Innovación y Startups
- Licenciatura en Management: Economía y Finanzas
- Licenciatura en Management: Analytics
- Licenciatura en Comercialización: Marketing y Publicidad
- Contador Público
- Licenciatura en Comercio Internacional
- Licenciatura en Recursos Humanos
- Licenciatura en Management en Turismo y Hospitalidad
- Licenciatura en Administración de Sistemas y Empresas
- Comercialización y Dirección de Empresas
- Licenciatura en Gastronomía

### MBA - Master en Dirección de Empresas
- MBA - Maestría en Dirección de Empresas
- MBA online - Maestría en Dirección de Empresas online

### Facultad de Ingeniería
- Ingeniería en Inteligencia Artificial
- Ingeniería en Informática
- Ingeniería en Ciencia de Datos
- Ingeniería en Telecomunicaciones
- Ingeniería Electrónica
- Ingeniería Industrial
- Licenciatura en Inteligencia Artificial
- Licenciatura en Ciberseguridad
- Licenciatura en Informática
- Licenciatura en Administración de Sistemas y Empresas
- Licenciatura en Tecnología de la Información
- Licenciatura en Redes y Comunicación de Datos
- Licenciatura en Organización de la Producción
- Maestría en Tecnología de la Información
- Analista Universitario en Sistemas

### Facultad de Ciencias Sociales
- Licenciatura en Psicología
- Licenciatura en Periodismo
- Licenciatura en Periodismo: Periodismo Deportivo
- Licenciatura en Relaciones Internacionales y Ciencia Política
- Licenciatura en Relaciones Internacionales
- Licenciatura en Arte
- Licenciatura en Humanidades y Ciencias Sociales
- Maestría en Psicoterapia Cognitivo Conductual
- Doctorado en Educación Superior
- Doctorado en Psicología

### Facultad de Derecho
- Abogacía
- Doctorado en Derecho
- Maestría en Derecho con orientación en:

1. Derecho Constitucional y Derechos Humanos
2. Derecho Penal
3. Derecho Privado Patrimonial
4. Derecho de Familia

- Programas de Posgrado en:

1. Derecho Penal
2. Derecho Constitucional y Derechos Humanos
3. Derecho de Familia
4. Derecho Privado Patrimonial

### Facultad de Diseño y Comunicación
- Arquitectura
- Actuación Profesional
- Licenciatura en Comunicación Digital
- Comunicación de Moda
- Dirección de Arte, Cine y TV
- Dirección Creativa Publicitaria (Publicidad + Dirección de Arte)
- Dirección de Comunicación
- Diseño de Moda
- Diseño de Ilustración
- Diseño de Interiores
- Diseño de Música y Sonido (Creación Sonora + Producción Musical)
- Diseño Digital
- Diseño Gráfico
- Diseño Industrial
- Licenciatura en Comunicación Audiovisual
- Licenciatura en Creación Sonora
- Licenciatura en Dirección de Arte Publicitario (Creativo publicitario)
- Licenciatura en Dirección Cinematográfica
- Licenciatura en Diseño (Diseño + Negocios + Tecnología)
- Licenciatura en Fotografía
- Licenciatura en Publicidad
- Licenciatura en Relaciones Públicas
- Marketing de la Moda
- Organización de Eventos
- Producción de Modas
- Producción Musical
- Maestría en Gestión del Diseño
- Doctorado en Diseño

## Vinculaciones internacionales
La Universidad de Palermo mantiene vinculaciones universidades de prestigio internacional, entre las que se destacan: Yale University, New York University, Politécnico di Milano, Universidad de París Dauphine, BAU Centro Universitario de Artes y Diseño de Barcelona, Tec de Monterrey, entre muchas otras.  Además, la UP es miembro de la red ISEP.  Los acuerdos académicos abarcan desde intercambios o visitas de alumnos y profesores, hasta proyectos de investigación conjunta y capacitación de docentes, entre otras modalidades. 

## Biblioteca
La Biblioteca de la Universidad de Palermo cumple un rol esencial dentro de la comunidad educativa, brindando instrucción sobre el acceso y uso de las herramientas de investigación. En constante desarrollo, ofrece diversos materiales impresos y digitales, libros, revistas especializadas, artículos académicos y acceso a bases de datos. 